# Valentino Yuel
Valentino Kuach Yuel (ur. 12 października 1994 w Kakuma) – południowosudański piłkarz australijskiego pochodzenia grający na pozycji napastnika w klubie Nasaf Karszy.

## Kariera juniorska
Yuel grał jako junior w Adelaide Comets FC (do 2010).

## Kariera seniorska

### Adelaide Comets FC
Yuel grał dla Adelaide Comets FC w latach 2011–2012, wystąpił dla nich wtedy 2 razy nie zdobywając żadnej bramki. Wrócił do nich 1 stycznia 2017, rozgrywając w tamtym sezonie 22 mecze i strzelając 5 goli.

### Cumberland United FC
Yuel przeszedł do Cumberland United FC 1 stycznia 2013. Wystąpił dla nich 40 razy zdobywając 13 bramek.

### Campbelltown City SC
Yuel trafił do Campbelltown City SC 1 stycznia 2015 i grał tam przez dwa sezony.

### Adelaide City FC
Yuel przeniósł się do Adelaide City FC 1 stycznia 2018. Rozegrał tam 22 mecze strzelając 4 gole.

### Bentleigh Greens SC
Yuel został piłkarzem Bentleigh Greens SC 1 listopada 2018. Wystąpił w ich barwach 12 razy zdobywając 8 bramek.

### Western United FC
Yuel przeszedł do Western United FC 1 lipca 2019. Debiut dla nich zaliczył 13 grudnia 2019 w wygranym 0:2 spotkaniu przeciwko Brisbane Roar FC. Łącznie rozegrał dla nich 9 meczów nie strzelając żadnego gola.

### Newcastle United Jets FC
Yuel przeniósł się do Newcastle United Jets FC 14 grudnia 2020. Zadebiutował dla nich 31 grudnia 2020 w starciu z Central Coast Mariners FC (przeg. 1:0). Pierwszego gola strzelił 17 stycznia 2021 w meczu z Macarthur FC (przeg. 1:2). Ostatecznie w ich barwach wystąpił 45 razy zdobywając 10 bramek.

### Aluminium Arak FC
Yuel trafił do Aluminium Arak FC 4 sierpnia 2022. Debiut dla nich zaliczył 12 sierpnia 2022 w przegranym 0:1 spotkaniu przeciwko Havadar SC. Łącznie dla nich rozegrał 12 meczów nie strzelając żadnego gola.

### Umm-Salal SC
Yuel został wypożyczony do Umm-Salal SC 10 stycznia 2023. Zadebiutował dla nich dzień później w przegranym 3:1 spotkaniu przeciwko Al-Duhail SC, strzelając wtedy również swojego pierwszego gola. Ostatecznie wystąpił w ich barwach 7 razy zdobywając jedną bramkę.

### Western Sydney Wanderers FC
Yuel przeniósł się do Western Sydney Wanderers FC 1 grudnia 2023. Debiut dla nich zaliczył 10 grudnia 2023 w przegranym 3:4 spotkaniu przeciwko Melbourne Victory FC, zdobywając wtedy swoją pierwszą bramkę i notując asystę. Łącznie rozegrał dla nich 7 meczów strzelając 2 gole.

### Nasaf Karszy
Yuel przeszedł do Nasafa Karszy 31 lipca 2024. Zadebiutował dla nich 10 sierpnia 2024 w meczu z Paxtakorem Taszkent.

## Kariera reprezentacyjna
| Mecze i gole w reprezentacji | Mecze i gole w reprezentacji | Mecze i gole w reprezentacji | Mecze i gole w reprezentacji      | Mecze i gole w reprezentacji      | Mecze i gole w reprezentacji | Mecze i gole w reprezentacji | Mecze i gole w reprezentacji              |
| Sudan Południowy             | Sudan Południowy             | Sudan Południowy             | Sudan Południowy                  | Sudan Południowy                  | Sudan Południowy             | Sudan Południowy             | Sudan Południowy                          |
| Lp.                          | Data                         | Miejsce                      | Gospodarz                         | Gość                              | Wynik                        | Gol                          | Rozgrywki                                 |
| ---------------------------- | ---------------------------- | ---------------------------- | --------------------------------- | --------------------------------- | ---------------------------- | ---------------------------- | ----------------------------------------- |
| 1.                           | 27.01.2022                   | Dubaj                        | Uzbekistan                        | Sudan Południowy                  | 3:0                          |                              | Mecz towarzyski                           |
| 2.                           | 31.01.2022                   | Dubaj                        | Jordania                          | Sudan Południowy                  | 2:1                          | Gol                          | Mecz towarzyski                           |
| 3.                           | 23.03.2022                   | Aleksandria                  | Dżibuti                           | Sudan Południowy                  | 2:4                          |                              | Puchar Narodów Afryki 2023 – kwalifikacje |
| 4.                           | 27.03.2022                   | Entebbe                      | Sudan Południowy                  | Dżibuti                           | 1:0                          |                              | Puchar Narodów Afryki 2023 – kwalifikacje |
| 5.                           | 29.05.2022                   | Al-Muhammadijja              | Sudan Południowy                  | Sudan                             | 0:0                          |                              | Mecz towarzyski                           |
| 6.                           | 04.06.2022                   | Thiès                        | Gambia                            | Sudan Południowy                  | 1:0                          |                              | Puchar Narodów Afryki 2023 – kwalifikacje |
| 7.                           | 09.06.2022                   | Entebbe                      | Sudan Południowy                  | Mali                              | 1:3                          |                              | Puchar Narodów Afryki 2023 – kwalifikacje |
| 8.                           | 23.03.2023                   | Brazzaville                  | Kongo                             | Sudan Południowy                  | 1:2                          |                              | Puchar Narodów Afryki 2023 – kwalifikacje |
| 9.                           | 14.06.2023                   | Ismailia                     | Sudan Południowy                  | Gambia                            | 2:3                          | Gol                          | Puchar Narodów Afryki 2023 – kwalifikacje |
| 10.                          | 18.06.2023                   | Kair                         | Egipt                             | Sudan Południowy                  | 3:0                          |                              | Mecz towarzyski                           |
| 11.                          | 08.09.2023                   | Bamako                       | Mali                              | Sudan Południowy                  | 4:0                          |                              | Puchar Narodów Afryki 2023 – kwalifikacje |
| 12.                          | 12.09.2023                   | Kisumu                       | Kenia                             | Sudan Południowy                  | 0:1                          |                              | Mecz towarzyski                           |
| 13.                          | 18.11.2023                   | Diamniadio                   | Senegal                           | Sudan Południowy                  | 4:0                          |                              | Mistrzostwa Świata 2026 – eliminacje      |
| 14                           | 21.11.2023                   | Diamniadio                   | Sudan Południowy                  | Mauretania                        | 0:0                          |                              | Mistrzostwa Świata 2026 – eliminacje      |
| 15.                          | 22.03.2024                   | Barkan                       | Wyspy Świętego Tomasza i Książęca | Sudan Południowy                  | 1:1                          |                              | Puchar Narodów Afryki 2025 – kwalifikacje |
| 16.                          | 26.03.2024                   | Barkan                       | Sudan Południowy                  | Wyspy Świętego Tomasza i Książęca | 0:0                          |                              | Puchar Narodów Afryki 2025 – kwalifikacje |
| 17.                          | 05.06.2024                   | Lomé                         | Togo                              | Sudan Południowy                  | 1:1                          |                              | Mistrzostwa Świata 2026 – eliminacje      |
| 18.                          | 11.06.2024                   | Dżuba                        | Sudan Południowy                  | Sudan                             | 0:3                          |                              | Mistrzostwa Świata 2026 – eliminacje      |
| 19.                          | 05.09.2024                   | Brazzaville                  | Kongo                             | Sudan Południowy                  | 1:0                          |                              | Puchar Narodów Afryki 2025 – kwalifikacje |
| 20.                          | 10.09.2024                   | Dżuba                        | Sudan Południowy                  | Południowa Afryka                 | 2:3                          | Gol                          | Puchar Narodów Afryki 2025 – kwalifikacje |